# Perissandria boursini
Perissandria boursini là một loài bướm đêm trong họ Noctuidae.